# Parma Associazione Calcio 1989-1990
Questa voce raccoglie le informazioni riguardanti il Parma Associazione Calcio nelle competizioni ufficiali della stagione 1989-1990.

## Stagione
La stagione è il coronamento di un sogno a lungo agognato, che porta alla prima, storica promozione in Serie A del Parma.
Il suo presidente Ernesto Ceresini è in precarie condizioni di salute, sicché viene affiancato dal figlio Fulvio; il patron morirà a febbraio, non potendo assistere alla conclusione del campionato. Il general manager parmense Gian Battista Pastorello sceglie come allenatore per questa stagione Nevio Scala, che bene ha fatto a Reggio Calabria; con lui arrivano alcuni rinforzi di sostanza, quali Daniele Zoratto, Maurizio Ganz, Fausto Pizzi e Tarcisio Catanese.
Il Parma inizia con decisione il campionato, staziona per tutto il girone di andata in zona promozione, e lo chiude al terzo posto con 25 punti. All'inizio del girone di ritorno dapprima la morte del presidente Ceresini, poi la vittoria ottenuta sul campo con la Reggina (2-1) ma svanita a tavolino per via di un accendino che ha colpito il calabrese Armando Cascione, fanno precipitare la situazione, coi ducali che inanellano con sei sconfitte su sette partite. Ma da qui in poi Scala ritrova la quadra e i crociati chiudono il torneo in crescendo, conquistando quel quarto posto che vale l'approdo in massima serie, dopo settantasette anni di storia calcistica. Per poter coronare il sogno, si sono dimostrate decisive le reti dei due attaccanti ducali Fausto Pizzi e Alessandro Melli, 12 il primo e 11 il secondo.
Nella Coppa Italia, ritornata alle eliminazioni dirette, il Parma incontra subito l'ostacolo Milan: al Tardini la gara finisce a reti bianche dopo i tempi supplementari, ma passano il turno i rossoneri ai tiri di rigore (6-7).

## Rosa
| N. |                   | Ruolo | Calciatore         |
| -- | ----------------- | ----- | ------------------ |
| -  | Italia (bandiera) | P     | Giacomo Zunico     |
| -  | Italia (bandiera) | P     | Luca Bucci         |
| -  | Italia (bandiera) | P     | Marco Ferrari      |
| -  | Italia (bandiera) | D     | Enzo Gambaro       |
| -  | Italia (bandiera) | D     | Luigi Apolloni     |
| -  | Italia (bandiera) | D     | Lorenzo Minotti    |
| -  | Italia (bandiera) | D     | Alessandro Orlando |
| -  | Italia (bandiera) | D     | Cornelio Donati    |
| -  | Italia (bandiera) | D     | Massimo Susic      |
| -  | Italia (bandiera) | D     | Giampaolo Morabito |
| -  | Italia (bandiera) | D     | Luca Sommella      |

| N. |                   | Ruolo | Calciatore         |
| -- | ----------------- | ----- | ------------------ |
| -  | Italia (bandiera) | C     | Daniele Zoratto    |
| -  | Italia (bandiera) | C     | Fausto Pizzi       |
| -  | Italia (bandiera) | C     | Aldo Monza         |
| -  | Italia (bandiera) | C     | Tarcisio Catanese  |
| -  | Italia (bandiera) | C     | Marco Giandebiaggi |
| -  | Italia (bandiera) | C     | Marco Osio         |
| -  | Italia (bandiera) | C     | Carlo Bocchialini  |
| -  | Italia (bandiera) | C     | Vincenzo Esposito  |
| -  | Italia (bandiera) | A     | Alessandro Melli   |
| -  | Italia (bandiera) | A     | Maurizio Ganz      |
| -  | Italia (bandiera) | A     | Marcello Melli     |

## Risultati

### Serie B

#### Girone di andata
| Reggio Calabria 27 agosto 1989 1ª giornata | Reggina                       | 0 – 0 | Parma | Stadio Comunale\| Arbitro: \| Boemo (Cervignano del Friuli) \| |
| Arbitro:                                   | Boemo (Cervignano del Friuli) |       |       |                                                                |

| Arbitro: | Trentalange (Torino) |

|           |           |  |
| Pizzi 56’ | Marcatori |  |

| Como 10 settembre 1989 3ª giornata | Como               | 0 – 0 | Parma | Stadio Giuseppe Sinigaglia\| Arbitro: \| Stafoggia (Pesaro) \| |
| Arbitro:                           | Stafoggia (Pesaro) |       |       |                                                                |

| Arbitro: | Merlino (Torre del Greco) |

|           |           |            |
| Pizzi 81’ | Marcatori | 44’ Ermini |

| Arbitro: | Monni (Sassari) |

|                |           |  |
| Fermanelli 74’ | Marcatori |  |

| Arbitro: | Rosica (Roma) |

|                                                            |           |             |
| Gambaro 22’ Minotti 35’ A. Melli 38’, 84’ Pizzi 70’ (rig.) | Marcatori | 47’ Marulla |

| Arbitro: | Cafaro (Grosseto) |

|                 |           |              |
| Bivi 35’ (rig.) | Marcatori | 22’ A. Melli |

| Arbitro: | Cinciripini (Ascoli Piceno) |

|              |           |  |
| A. Melli 24’ | Marcatori |  |

| Torino 22 ottobre 1989 9ª giornata | Torino            | 0 – 0 | Parma | Stadio Comunale\| Arbitro: \| Beschin (Legnago) \| |
| Arbitro:                           | Beschin (Legnago) |       |       |                                                    |

| Parma 29 ottobre 1989 10ª giornata | Parma                | 0 – 0 | Brescia | Stadio Ennio Tardini\| Arbitro: \| Trentalange (Torino) \| |
| Arbitro:                           | Trentalange (Torino) |       |         |                                                            |

| Arbitro: | Ceccarini (Livorno) |

|                          |           |              |
| Catanese 30’ Minotti 36’ | Marcatori | 35’ Sorbello |

| Arbitro: | Luci (Firenze) |

|                            |           |                           |
| Bernardini 36’, 48’ (rig.) | Marcatori | 51’ Osio 62’ (rig.) Pizzi |

| Parma 19 novembre 1989 13ª giornata | Parma               | 0 – 0 | Triestina | Stadio Ennio Tardini\| Arbitro: \| Scaramuzza (Mestre) \| |
| Arbitro:                            | Scaramuzza (Mestre) |       |           |                                                           |

| Arbitro: | Stafoggia (Pesaro) |

|             |           |                                                      |
| Lorenzo 65’ | Marcatori | 2’ (aut.) Miceli 62’ (aut.) Corino 75’ Osio 83’ Ganz |

| Arbitro: | Monni (Sassari) |

|                                            |           |                    |
| Pizzi 4’ Catanese 6’ Ganz 30’ A. Melli 82’ | Marcatori | 87’ (rig.) La Rosa |

| Arbitro: | Fabricatore (Roma) |

|             |           |                        |
| Signori 17’ | Marcatori | 70’ Pizzi 85’ A. Melli |

| Arbitro: | Bruni (Arezzo) |

|                        |           |                                  |
| Pizzi 31’ Apolloni 90’ | Marcatori | 19’ (aut.) Osio 76’ (aut.) Susic |

| Arbitro: | Felicani (Bologna) |

|  |           |               |
|  | Marcatori | 38’, 66’ Ganz |

| Arbitro: | Coppetelli (Tivoli) |

|  |           |                                   |
|  | Marcatori | 31’ Piovanelli 67’ (aut.) Minotti |

#### Girone di ritorno
| Arbitro: | Di Cola (Avezzano) |

|                              |           |              |
| Pizzi 50’ (rig.), 71’ (rig.) | Marcatori | 43’ De Marco |

| Arbitro: | Quartuccio (Torre Annunziata) |

|                       |           |  |
| Pagano 34’ Traini 65’ | Marcatori |  |

| Parma 4 febbraio 1990 22ª giornata | Parma               | 0 – 0 | Como | Stadio Ennio Tardini\| Arbitro: \| Bailo (Novi Ligure) \| |
| Arbitro:                           | Bailo (Novi Ligure) |       |      |                                                           |

| Arbitro: | Nicchi (Arezzo) |

|             |           |  |
| Fontana 50’ | Marcatori |  |

| Arbitro: | Boggi (Salerno) |

|  |           |              |
|  | Marcatori | 31’ Pradella |

| Arbitro: | Bruni (Arezzo) |

|               |           |  |
| Castagnini 5’ | Marcatori |  |

| Arbitro: | Boemo (Cervignano del Friuli) |

|                  |           |  |
| Pizzi 35’ (rig.) | Marcatori |  |

| Arbitro: | Quartuccio (Torre Annunziata) |

|              |           |  |
| Vincenzi 32’ | Marcatori |  |

| Arbitro: | Beschin (Legnago) |

|             |           |                  |
| Minotti 14’ | Marcatori | 37’ S. Benedetti |

| Arbitro: | Bailo (Novi Ligure) |

|  |           |           |
|  | Marcatori | 87’ Monza |

| Arbitro: | Sguizzato (Verona) |

|  |           |           |
|  | Marcatori | 29’ Pizzi |

| Arbitro: | Stafoggia (Pesaro) |

|          |           |             |
| Osio 70’ | Marcatori | 74’ M. Poli |

| Arbitro: | Merlino (Torre del Greco) |

|  |           |                               |
|  | Marcatori | 23’ (aut.) Cerone 42’ Orlando |

| Arbitro: | Cafaro (Grosseto) |

|                               |           |  |
| Pizzi 54’ (rig.) A. Melli 86’ | Marcatori |  |

| Arbitro: | Frigerio (Milano) |

|  |           |                                   |
|  | Marcatori | 7’ Osio 10’ (rig.) Pizzi 70’ Ganz |

| Arbitro: | Coppetelli (Tivoli) |

|                                              |           |                     |
| Pizzi 5’ A. Melli 16’, 20’, 46’ Apolloni 50’ | Marcatori | 2’, 86’ Signori 85’ |

| Arbitro: | Luci (Firenze) |

|           |           |            |
| Protti 9’ | Marcatori | 6’ Minotti |

| Arbitro: | Sguizzato (Verona) |

|                      |           |  |
| Osio 7’ A. Melli 89’ | Marcatori |  |

| Arbitro: | Cinciripini (Ascoli Piceno) |

|                              |           |                                |
| Piovanelli 6’ Fiorentini 74’ | Marcatori | 35’ (aut.) Argentesi 41’ Monza |

### Coppa Italia

#### Fase eliminatoria
| Arbitro: | Lanese (Messina) |

|                                                                  |                      |                                                                                      |
| Pizzi Apolloni Minotti Ganz Zoratto Monza Catanese Susic Gambaro | Tiri di rigore 6 – 7 | F. Baresi Van Basten Costacurta Colombo Salvatori Stroppa F. Galli Maldini Borgonovo |

## Statistiche

### Statistiche di squadra
| Competizione | Punti | In casa | In casa | In casa | In casa | In casa | In casa | In trasferta | In trasferta | In trasferta | In trasferta | In trasferta | In trasferta | Totale | Totale | Totale | Totale | Totale | Totale | DR  |
| Competizione | Punti | G       | V       | N       | P       | Gf      | Gs      | G            | V            | N            | P            | Gf           | Gs           | G      | V      | N      | P      | Gf     | Gs     | DR  |
| ------------ | ----- | ------- | ------- | ------- | ------- | ------- | ------- | ------------ | ------------ | ------------ | ------------ | ------------ | ------------ | ------ | ------ | ------ | ------ | ------ | ------ | --- |
| Serie B      | 46    | 19      | 9       | 7       | 3       | 28      | 16      | 19           | 7            | 7            | 5            | 21           | 14           | 38     | 16     | 14     | 8      | 49     | 30     | +19 |
| Coppa Italia |       | 1       | 0       | 1       | 0       | 0       | 0       | -            | -            | -            | -            | -            | -            | 1      | 0      | 1      | 0      | 0      | 0      | 0   |
| Totale       |       | 20      | 9       | 8       | 3       | 28      | 16      | 19           | 7            | 7            | 5            | 21           | 14           | 39     | 16     | 15     | 8      | 49     | 30     | +19 |

### Statistiche dei giocatori
| Giocatore       | Serie B  | Serie B | Serie B     | Serie B    | Coppa Italia | Coppa Italia | Coppa Italia | Coppa Italia | Totale   | Totale | Totale      | Totale     |
| Giocatore       | Presenze | Reti    | Ammonizioni | Espulsioni | Presenze     | Reti         | Ammonizioni  | Espulsioni   | Presenze | Reti   | Ammonizioni | Espulsioni |
| --------------- | -------- | ------- | ----------- | ---------- | ------------ | ------------ | ------------ | ------------ | -------- | ------ | ----------- | ---------- |
| L. Apolloni     | 33       | 2       | ?           | ?          | 1            | 0            | ?            | ?            | 34       | 2      | ?           | ?          |
| C. Bocchialini  | 7        | 0       | ?           | ?          | -            | -            | -            | -            | 7        | 0      | 0+          | 0+         |
| L. Bucci        | 4        | -3      | ?           | ?          | -            | -            | -            | -            | 4        | -3     | 0+          | 0+         |
| T. Catanese     | 34       | 2       | ?           | ?          | 1            | 0            | ?            | ?            | 35       | 2      | ?           | ?          |
| C. Donati       | 33       | 0       | ?           | ?          | 1            | 0            | ?            | ?            | 34       | 0      | ?           | ?          |
| V. Esposito     | 2        | 0       | ?           | ?          | -            | -            | -            | -            | 2        | 0      | 0+          | 0+         |
| M. Ferrari      | 2        | 0       | ?           | ?          | 1            | 0            | ?            | ?            | 3        | 0      | ?           | ?          |
| E. Gambaro      | 35       | 1       | ?           | ?          | 1            | 0            | ?            | ?            | 36       | 1      | ?           | ?          |
| M. Ganz         | 32       | 5       | ?           | ?          | 1            | 0            | ?            | ?            | 33       | 5      | ?           | ?          |
| M. Giandebiaggi | 20       | 0       | ?           | ?          | 1            | 0            | ?            | ?            | 21       | 0      | ?           | ?          |
| A. Melli        | 35       | 11      | ?           | ?          | -            | -            | -            | -            | 35       | 11     | 0+          | 0+         |
| M. Melli        | 1        | 0       | ?           | ?          | -            | -            | -            | -            | 1        | 0      | 0+          | 0+         |
| L. Minotti      | 34       | 4       | ?           | ?          | 1            | 0            | ?            | ?            | 35       | 4      | ?           | ?          |
| A. Monza        | 27       | 2       | ?           | ?          | 1            | 0            | ?            | ?            | 28       | 2      | ?           | ?          |
| A. Orlando      | 13       | 1       | ?           | ?          | -            | -            | -            | -            | 13       | 1      | 0+          | 0+         |
| M. Osio         | 33       | 5       | ?           | ?          | -            | -            | -            | -            | 33       | 5      | 0+          | 0+         |
| F. Pizzi        | 37       | 12      | ?           | ?          | 1            | 0            | ?            | ?            | 38       | 12     | ?           | ?          |
| L. Sommmella    | 2        | 0       | ?           | ?          | -            | -            | -            | -            | 2        | 0      | 0+          | 0+         |
| M. Susic        | 37       | 0       | ?           | ?          | 1            | 0            | ?            | ?            | 38       | 0      | ?           | ?          |
| D. Zoratto      | 32       | 0       | ?           | ?          | 1            | 0            | ?            | ?            | 33       | 0      | ?           | ?          |
| G. Zunico       | 33       | -25     | ?           | ?          | -            | -            | -            | -            | 33       | -25    | 0+          | 0+         |